# República de Tripolitania
La República Tripolitana (en árabe: الجمهورية الطرابلسية‎, romanizado: al-Jumhuriyat at-Trabulsiya) fue una república árabe de corta duración que declaró su independencia de la Tripolitania italiana después de la Primera Guerra Mundial. No logró establecer una república y el gobierno italiano fue restaurado 1922.
Tripolitania había sido una posesión otomana desde el siglo XVI, como el Eyalet de Tripolitania y más tarde Vilayet.
Sin embargo, su territorio no se limitaba únicamente a Tripolitania, ya que partes de Barqa también estaban controladas por el Pashá de Trípoli. Después de que Túnez y Egipto cayeran en manos de los franceses y los británicos respectivamente, Tripolitania fue la última posesión otomana en África. En 1912, el Reino de Italia lanzó una invasión de Tripolitania y anexó el territorio después de derrotar a las tropas otomanas allí. Los italianos no mantuvieron un control sólido de la región al principio. Durante la Campaña Senussi de la Primera Guerra Mundial, la Orden Senussi lideró una resistencia que hizo retroceder a las fuerzas italianas a un puñado de ciudades portuarias. Los Senussi fueron apoyados en este esfuerzo por Alemania y el Imperio otomano,  así como por varias tribus y cacicazgos locales. Fue en este contexto de caos general en el norte de Libia en el que se fundó la República Tripolitana.

## Independencia

Esta bandera se atribuye tradicionalmente a la república, pero su existencia no está documentada en ninguna parte. El símbolo de una palmera bajo una estrella blanca proviene del escudo de armas otorgado a la administración italiana el 3 de abril de 1919.

La proclamación de la república en el otoño de 1918 fue seguida por una declaración formal de independencia en la Conferencia de Paz de París de 1919 .
La capital de la república era la ciudad de 'Aziziya, 40 km al sur de Trípoli, entonces ocupada por Italia, y su territorio se extendía, en su parte más ancha, desde las montañas de Nafusa, cerca de la frontera con Túnez, hasta Misrata y la costa circundante, abarcando todo el interior entre ellas, siendo las únicas excepciones las zonas de Trípoli y Homs ocupadas por Italia. 
Fue gobernada por una tetrarquía compuesta por Sulayman al-Baruni , Ramadan Asswehly , Abdul Nabi Belkheir y Ahmad Almarid, aunque cada uno actuaba de forma autónoma entre sí, pues tenían importantes diferencias ideológicas entre ellos.  Esta fue la primera forma de gobierno republicana declarada formalmente en Libia y en todo el mundo árabe, pero obtuvo poco apoyo de las potencias internacionales.

## Disolución y restablecimiento

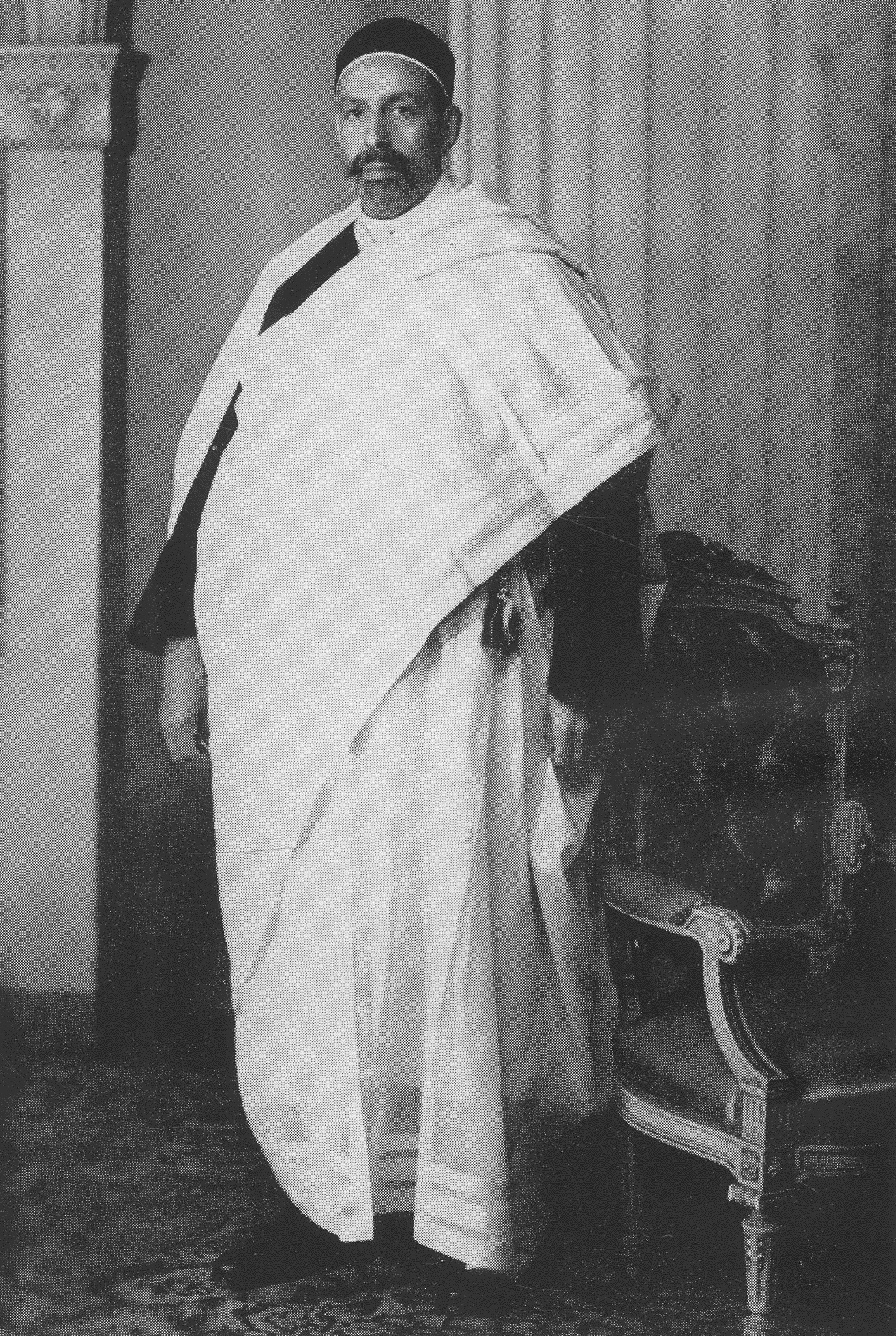
Retrato del rey Idris de Libia.

Las autoridades coloniales italianas negociaron con al-Baruni y otros jefes, publicando el 1 de junio de 1919 un Estatuto Colonial para Tripolitania, en el que la administración colonial daría a los tripolitanos nativos derechos a la ciudadanía italiana, reconocimiento de la ley islámica como ley civil de la colonia, y disponía que la colonia sería gobernada por un gobernador italiano asesorado por un consejo de 10 miembros, de los cuales 8 serían elegidos.
En un principio, los dirigentes tripolitanos se mostraron satisfechos con el estatuto que disolvió oficialmente la República el 12 de julio, pero cuando Vicenzo Garioni (el gobernador colonial que había negociado con los líderes rebeldes) fue llamado a Italia a mediados de agosto y el nuevo gobernador, Vittorio Menzinger, no pareció aplicar el estatuto, los antiguos líderes rebeldes formaron el Partido Nacional del Islam (Hizb al-Islam al-Watani) para ejercer presión sobre los italianos. Los principales líderes del partido fueron 'Azzam, al-Qarqani y al-Gharyani.
Sin embargo, en noviembre, las elecciones para el consejo aún no se habían celebrado, y los principales líderes y jefes de Tripolitania declararon y restablecieron la República el 16 de noviembre en Misratah, sólo 4 meses después de su disolución, y se estableció un órgano de gobierno: el Comité de Reforma.  En 1920, los delegados de las zonas ocupadas y libres se reunieron en Aziza, en un Congreso Nacional. Afirmando representar a la "nación tripolitana", pidieron la retirada de las fuerzas italianas. Los siguientes gobernadores designados, Luigi Mercatelli y Giuseppe Volpi, recurrieron al poder militar para subyugar la región. La división entre los insurgentes se fue haciendo cada vez mayor y, tras la muerte de al-Suwaylih en agosto de 1920 a manos de oponentes políticos, los rebeldes comenzaron a fracturarse y la República, todavía en su conflicto con los italianos, cayó en una guerra civil.
A principios de 1922, los tripolitanos estaban desesperados y se reunieron con delegados senussi, que ofrecieron a Idris, el líder de los senussi y emir de Cirenaica, el derecho a ser el emir de Tripolitania. La aceptación de Idris, como entendieron los nacionalistas, provocaría una fuerte desaprobación italiana y sería la señal para la reanudación de la guerra abierta. La guerra con Italia, en cualquier caso, parecía probable tarde o temprano. Durante varios meses, Idris reflexionó sobre el llamamiento nacionalista. Por alguna razón -tal vez para promover la causa de la independencia total o tal vez por un sentido de obligación religiosa de resistir a los infieles- Idris aceptó el emirato de toda Libia en noviembre y luego, para evitar ser capturado por los italianos, huyó a Egipto, donde continuó guiando la orden sanusi. En 1923, el control italiano era efectivo en los territorios de la República, que dejó de existir, pero todavía estaba confinada a las áreas tripolitanas y cirenaicas exteriores; el resto del país, todavía en manos de los rebeldes liderados por los senussi, aún no había sido conquistado ni pacificado

## Órganos
La efímera república sólo estableció dos órganos de gobierno: un Consejo Supremo, cuyos miembros formaban la "tetrarquía gobernante" (Sulayman al-Baruni , Ramadan Asswehly , Abdul Nabi Belkheir y Ahmad Almarid) y un Consejo Consultivo integrado por otros veinticuatro jefes que representaban a varias partes de Tripolitania.

## Otras fuentes
- Anderson, Lisa (1982). Joffe, George; MacLachlan, Keith (eds.)."La República de Trípoli"Desarrollo social y económico de Libia. Wisbeck: Menas Press. ISBN 9780906559109